# Paul Ford
Paul Ford, född som Paul Ford Weaver den 2 november 1901 i Baltimore, Maryland, död 12 april 1976 i Mineola, New York, var en amerikansk karaktärsskådespelare. Ford specialiserade sig på auktoritära figurer som ofta överdrevs för komiska syften. Han är främst känd för sin roll som Överste John T. Hall i Phil Silvers TV-serie The Phil Silvers Show (även känd som Sergeant Bilko).

## Biografi
Ford föddes i Baltimore och började agera först i sena 40-årsåldern, fram till dess var han fullt upptagen med att försörja sin familj under den stora depressionen. 
Ford slog igenom för den stora publiken vid 54 när han spelade Colonel John T. Hall i Phil Silvers TV-serie The Phil Silvers Show, en roll han tre gånger blev Emmy Award-nominerad för. En av hans mest kända filmroller är rollen som Borgmästare George Shinn, en förvirrad politiker i filmatiseringen av Broadway-showen The Music Man. Han blev nominerad till National Board of Reviews utmärkelse för bästa manliga biroll för sin roll i Den onda ön (1967). Ford hade en aktiv karriär inom både film och TV innan han drog sig tillbaka i början av 1970-talet. 
Han var välkänd för att glömma bort sina repliker, vilket oftast ledde till att han och hans medskådespelare började improvisera. Detta märktes väl i The Phil Silvers Show.
Han gjorde ett flertal roller på scen, bland andra: Another Part of the Forest (1946), Command Decision (1947), Tehuset Augustimånen (1953), Whoop-Up (1958) och The Music Man (1957).
Paul Ford dog i en hjärtattack vid 74 års ålder 1975.

## Filmografi (i urval)
- 1949 – Döden i hälarna
- 1950 – Perfect Strangers
- 1956 – Tehuset Augustimånen
- 1958 – Gamla gubbar blir som nya
- 1962 – Storm över Washington
- 1962 – Music Man
- 1963 – En ding, ding, ding, ding värld
- 1966 – Full hand i Dodge City
- 1966 – Ryssen kommer! Ryssen kommer!
- 1966 – Spionen med den kalla nosen
- 1967 – Den onda ön
- 1969 – Twinky

## Teater
| År   | Roll      | Produktion                    | Regi           | Teater                                                                    |
| ---- | --------- | ----------------------------- | -------------- | ------------------------------------------------------------------------- |
| 1945 | Mr. Hardy | Kiss Them for Me Luther Davis | Herman Shumlin | Belasco Theatre, New York, USA Flyttad till Fulton Theatre, New York, USA |